# Nueva California
Nueva California är en ort i Mexiko.   Den ligger i kommunen Escuintla och delstaten Chiapas, i den sydöstra delen av landet, 800 km sydost om huvudstaden Mexico City. Nueva California ligger 232 meter över havet och antalet invånare är 172.
Terrängen runt Nueva California är kuperad åt sydväst, men åt nordost är den bergig. Runt Nueva California är det ganska tätbefolkat, med 90 invånare per kvadratkilometer. Närmaste större samhälle är Acacoyahua, 6,7 km sydväst om Nueva California. I omgivningarna runt Nueva California växer i huvudsak städsegrön lövskog.